# La Bombonera
La Bombonera (formellt Estadio Alberto J. Armando) är det argentinska fotbollslaget CA Boca Juniors hemmaarena, invigd 1940. Den ligger i La Boca i Buenos Aires och rymmer 57 395 åskådare.

## Historik
Arenan är rest på platsen för klubbens ursprungliga spelplan. Den invigdes den 25 maj 1940 med att Boca Juniors besegrade CA San Lorenzo de Almagro med 2-0.

## Namn
Arenas officiella namn är Estadio Alberto J. Armando. Den kallas dock allmänt för La Bombonera – chokladasken – på grund av sitt utseende med tre brant lutande och en lodrätt byggd läktare.

## Källhänvisningar

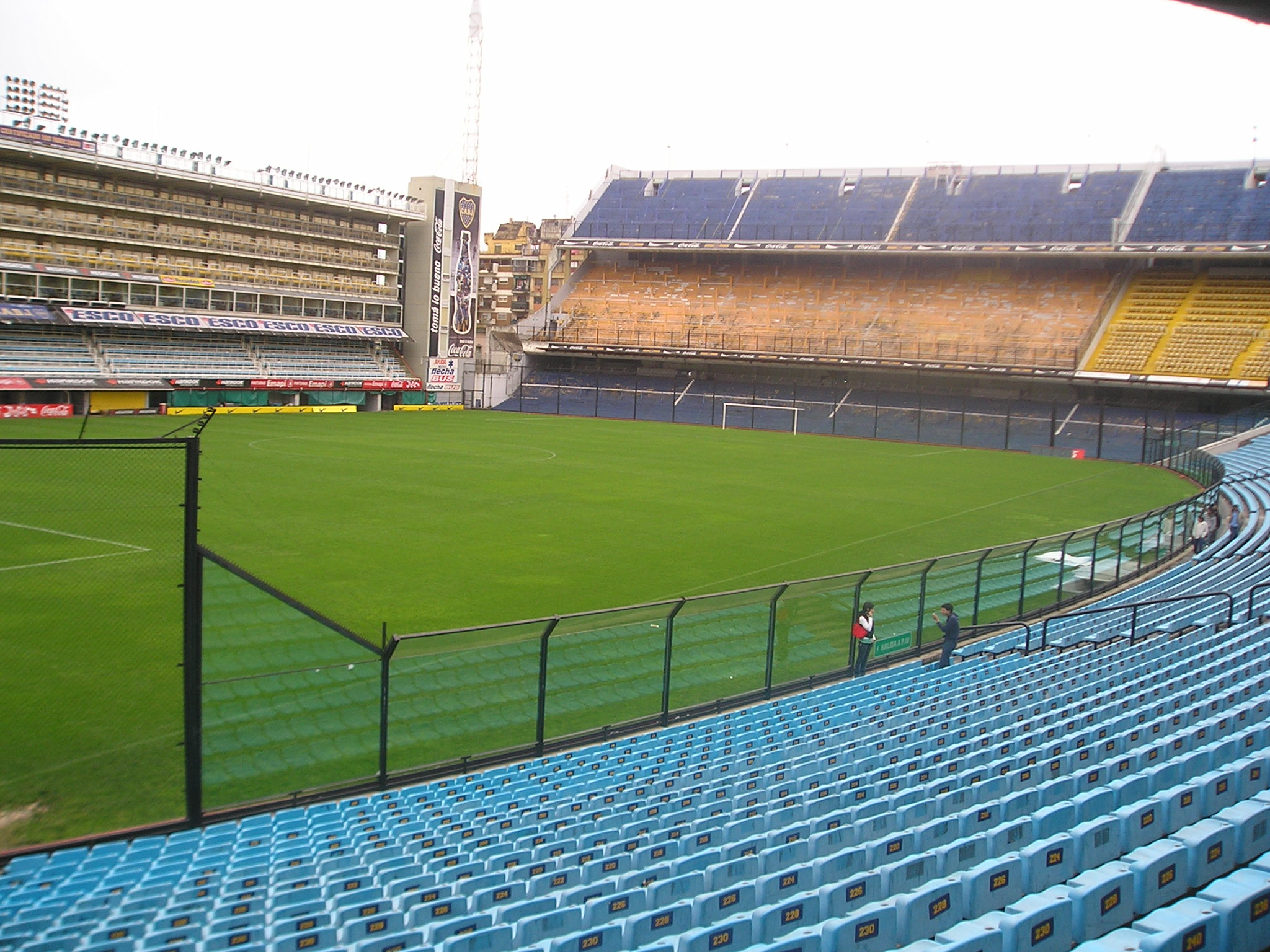
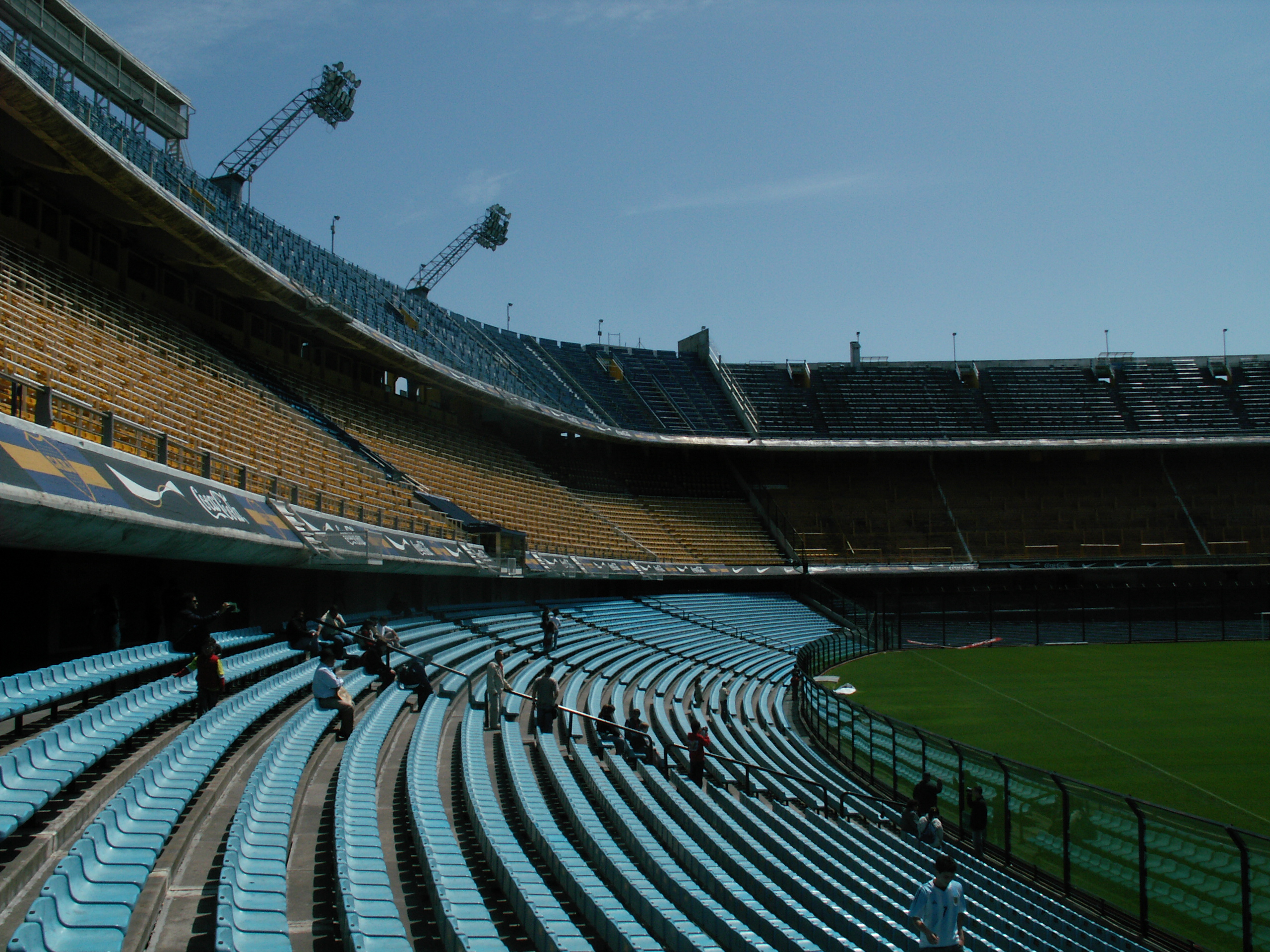
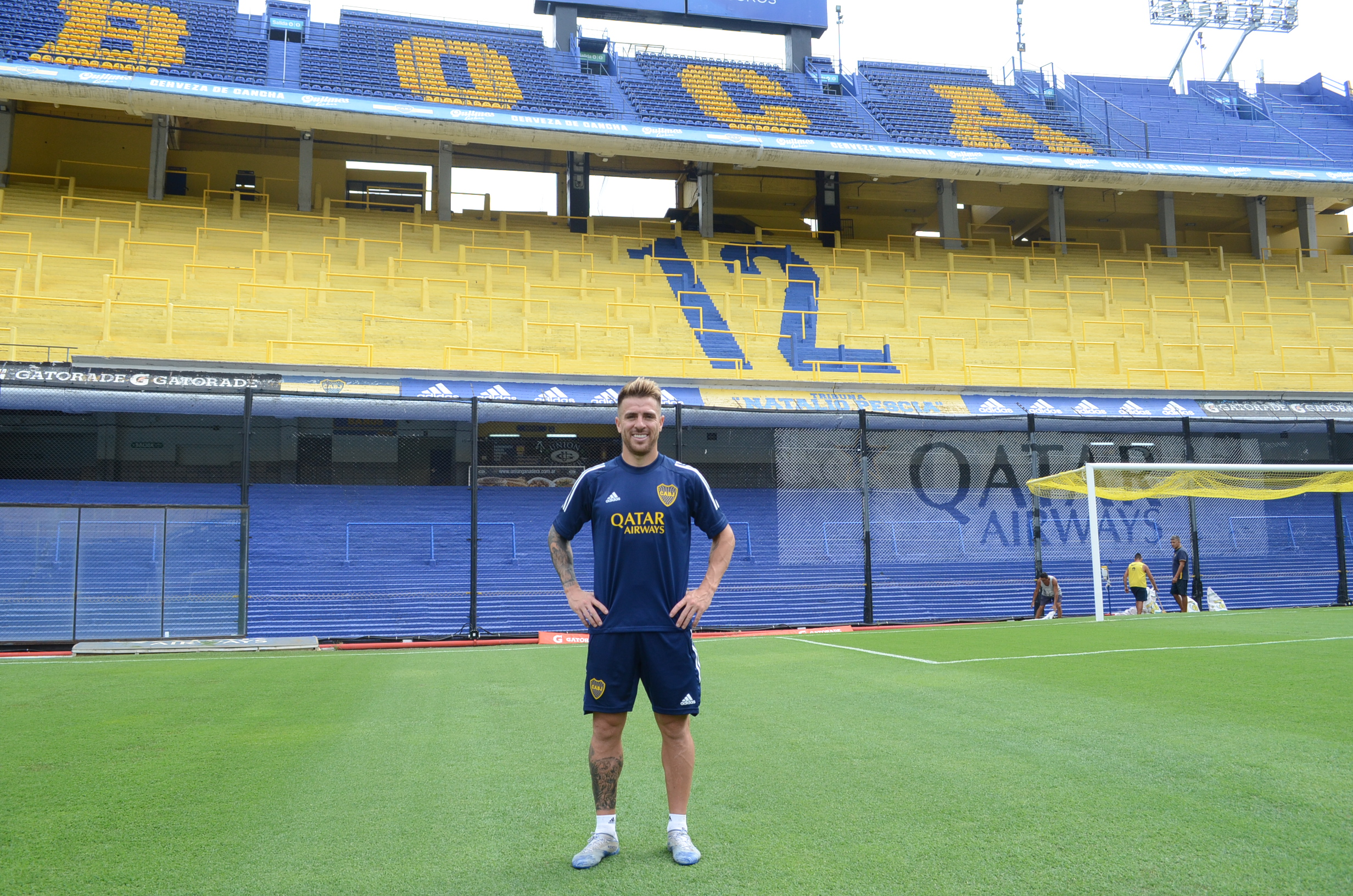
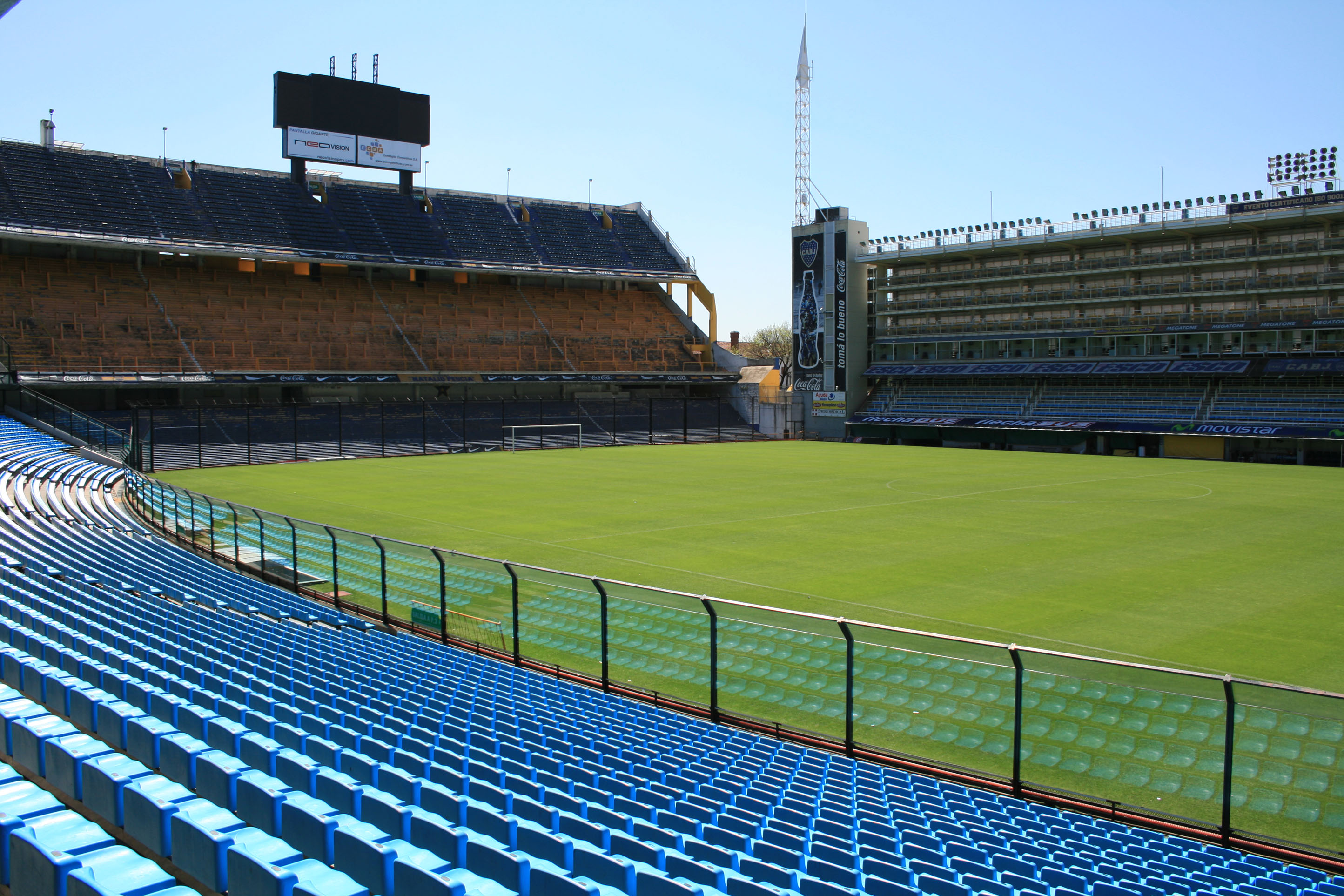
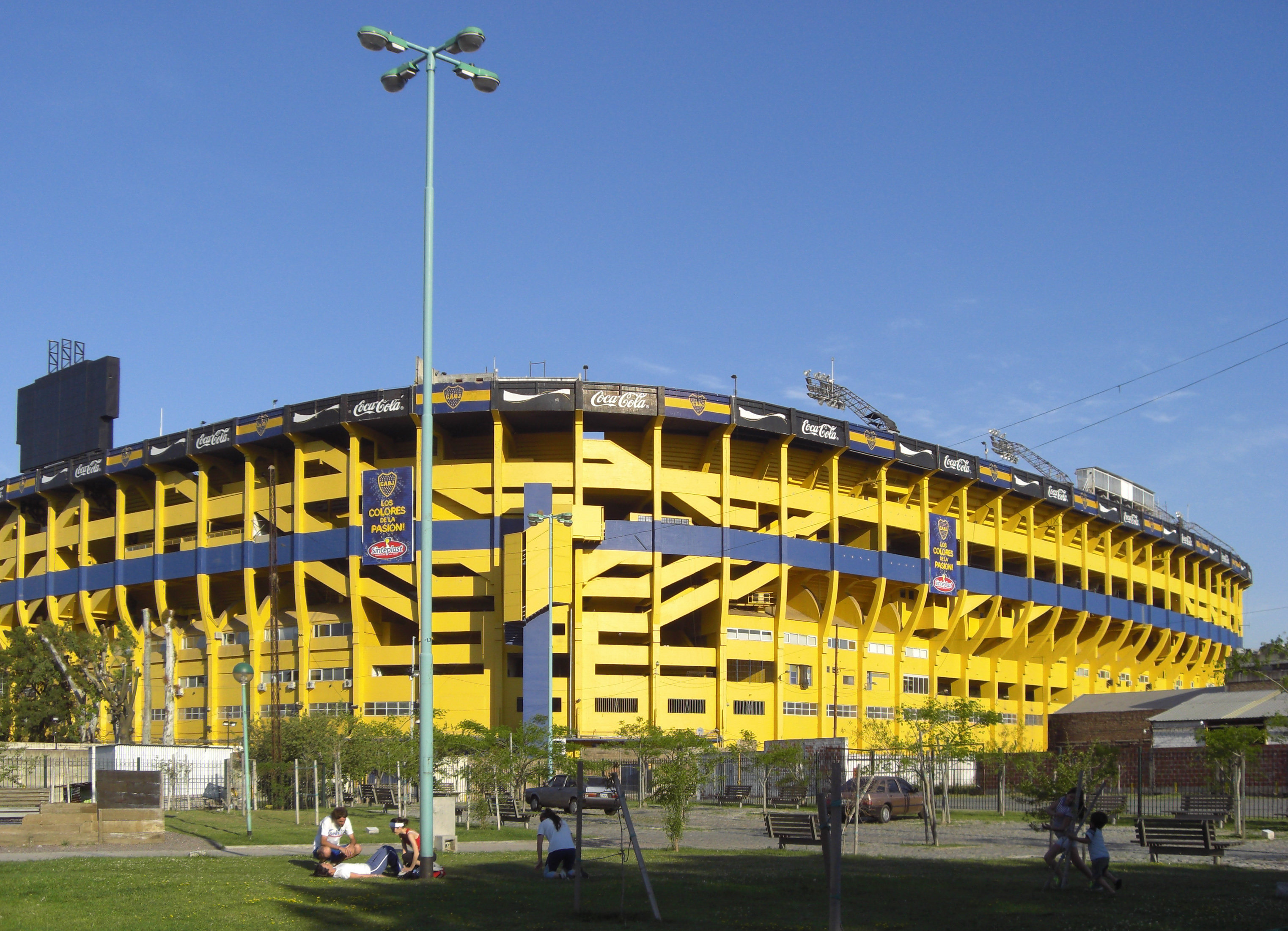

1. ↑  Ben Groundwater (20 september 2010). ”Want to get to know a country? Head for the stadium” (på engelska). The Age. Fairfax Media. Arkiverad från originalet den 1 augusti 2013. https://web.archive.org/web/20130801082839/http://www.theage.com.au/travel/blogs/the-backpacker/want-to-get-to-know-a-country-head-for-the-stadium-20100920-15j2h.html. Läst Läst 2 mars 2015..